# Aeroportul Leesburg
Aeroportul Leesburg (IATA: LEE, ICAO: KLEE, FAA LID: LEE) este un aeroport din Florida, Statele Unite ale Americii. Aeroportul a fost tranzitat în 2019 de 74 de pasageri.
Situat la o altitudine de 23 m, aeroportul dispune de 2 piste.

## Infrastructură

### Piste
Aeroportul dispune de 2 piste. Pista 03/21 are suprafața de asfalt și dimensiunile 4.957 picioare × 100 picioare. Pista 13/31 are suprafața de asfalt și dimensiunile 6.300 picioare × 100 picioare. 